# Vårttrattkaktus
Vårttrattkaktus (Eriosyce esmeraldana) är en art inom trattkaktussläktet och familjen kaktusväxter, som har sin naturliga utbredning längs kustområdet mellan Pan de Azucar och Cifuncho i Chile.

## Beskrivning
Vårttrattkaktus är en tillplattat klotformad kaktus som blir upp till 4 centimeter i diameter och är mörkgrön till rödbrun i färgen. Den är uppdelad i vårtindelade åsar, som är 2 till 3 millimeter höga. Längs åsarna sitter 5 till 7 tunna radiärtaggar som blir 3 till 5 millimeter långa. Blommorna utvecklas ur unga areoler, blir 2 till 3 centimeter långa och 2 till 3 centimeter i diameter. Frukten är klubbformad och innehåller bruna till svarta frön som blir 0,85 millimeter stora.

## Synonymer
Chileorebutia esmeraldana F.Ritter 1963, nom. inval.
Neochilenia esmeraldana (F.Ritter) Backeb. 1963
Neoporteria esmeraldana (F.Ritter) Donald & G.D.Rowley 1966
Thelocephala esmeraldana (F.Ritter) F.Ritter 1980